# Mil Máscaras
Aaron Rodríguez Arellano, plus connu sous le nom de Mil Máscaras (Mille masques), est un catcheur (lutteur professionnel) et acteur mexicain né le 15 juillet 1942 à San Luis Potosí.
Il commence sa carrière de catcheur en 1965 et il devient populaire en devenant l'acteur principal de plusieurs films à la fin des années 1960. Dans ces films, il utilise des prises aériennes qu'il adapte pour les reproduire sur le ring comme le suicide dive ou la plancha. Il popularise aussi la lucha libre au-delà des états frontaliers des États-Unis et au Japon notamment.

## Jeunesse
Avant de devenir catcheur, Rodríguez fait du culturisme et du judo dans des compétitions nationales. 

## Carrière de catcheur

### Débuts
Rodríguez commence sa carrière en 1965 au Mexique à l'Empresa Mexicana de Lucha Libre (EMLL) sous le nom de Ricardo Duran. Rapidement, il se met à porter un masque et à se faire appeler Mil Máscaras.
Il remporte son premier titre le 12 juin 1967 et devient champion des poids lourd légers du Mexique après sa victoire face à El Espanto. El Nazi met fin à son règne le 15 octobre. Mil Máscaras récupère ce titre le 22 mars 1968 et il rend son titre avant de partir aux États-Unis,.
Il part en Californie et lutte à la National Wrestling Alliance (NWA) Hollywood Wrestling à partir de l'été 1968. Il y devient populaire grâce à ses prises aériennes, ses tenues et masques colorées ainsi que son charisme. Il y devient champion des Amériques de la NWA le 7 juin après sa victoire sur Buddy Austin en finale d'un tournoi. Il garde ce titre jusqu'à son départ de la fédération en septembre et le perd face à El Mongol (en) le 20 septembre,.

### Hall of Famer de la WWE en 2012
Il participa au Royal Rumble de 1997. Lors du SmackDown du 16 octobre 2011 à Mexico, Triple H annonce qu'il rejoindra le WWE Hall of Fame en 2012. Il sera introduit par son neveu Alberto Del Rio.

### Pro Wrestling Syndicate
Lors de Five Year Anniversary Weekend Nuit 1, il bat Samuray del Sol.

### Shows Indépendants
Lors de Homenaje Y Despedida De Ray Mendoza Jr., El Mesias et lui battent Los Villanos (Ray Mendoza Jr. et Villano IV) en quart de finale du Ruleta de la Muerte. Lors de NOSAWA Rongai 18th Anniversary NOSAWA Bom-Ba-Ye 7 ~ Rongai Challenge, il bat NOSAWA Rongai et conserve le ALLL Heavyweight Championship.

## Palmarès

### Titres et distinctions
- Alianza Latinoamericana de Lucha Libre
  - 1 fois ALLL World Heavyweight Champion

- All Japan Pro Wrestling
  - 1 fois PWF United States Heavyweight Champion

- Commission de Box y Lucha Libre Mexico D.F.
  - 2 fois Mexican National Light Heavyweight Champion

- International Wrestling Association
  - 1 fois IWA World Heavyweight Champion

- World Wrestling Entertainment
  - Membre du WWE Hall of Fame depuis 2012

### Résultats des matchs à enjeu (Luchas de apuestas)
| # | Vainqueur (enjeu)     | Perdant (enjeu)          | Date              | Lieu          | Notes                                       |
| - | --------------------- | ------------------------ | ----------------- | ------------- | ------------------------------------------- |
| 1 | Mil Máscaras (masque) | Black Gordman (cheveux)  | 19 septembre 1969 | Los Angeles   |                                             |
| 2 | Mil Máscaras (masque) | Bull Ramos (cheveux)     | 10 octobre 1969   | Los Angeles   |                                             |
| 3 | Mil Máscaras (masque) | Eric the Red (cheveux)   | 29 août 1975      | Winston-Salem |                                             |
| 4 | Mil Máscaras (masque) | Alfonso Dantés (cheveux) | 22 février 1977   | Mexico        | Match à trois incluant également El Halcón. |
| 5 | Mil Máscaras (masque) | El Halcón (masque)       | 29 juillet 1977   | Mexico        |                                             |
| 6 | Mil Máscaras (masque) | Venom (masque)           | 17 mars 2007      | Reynosa       |                                             |
| 7 | Mil Máscaras (masque) | El Yuma (masque)         | 20 mars 2007      | Reynosa       |                                             |

## Carrière d'acteur

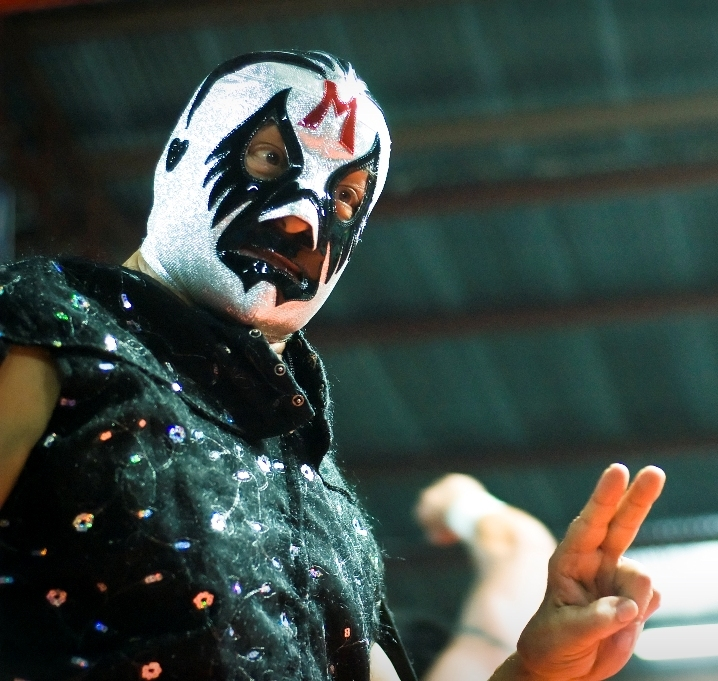
Le catcheur Mil Mascaras en 2009.

À la fin des années 1960, le producteur Enrique Vergara recherche un catcheur masqué pour son prochain film de luchador (en) car il est en froid avec El Santo à la suite d'un différend financier et Blue Demon est blessé. Il se tourne vers Mil Máscaras qui n'est pas encore un catcheur très populaire. Il tourne d'abord Los Canallas en 1968 ainsi que le film Mil Máscaras l'année suivante. Dans Mil Máscaras, on invente un passé d'orphelin adopté par des scientifiques qui devient catcheur. C'est dans ce genre de films qu'il utilise pour la première fois des prises comme le suicide dive ou la plancha qu'il adapte ensuite pour ses combats de catch. Ces films l'aide aussi à devenir populaire auprès du grand public dans son pays.
En 1971, il partage l'affiche avec Blue Demon dans le film Los Campeones Justicieros.

## Filmographie
- 1968 : Los Canallas de Federico Curiel : Mil Máscaras
- 1969 : Mil Máscaras de Jaime Salvador : Mil Máscaras
- 1969 : Las Vampiras de Federico Curiel : Mil Máscaras
- 1969 : Enigma de Muerte de Federico Curiel : Mil Máscaras
- 1971 : Los Campeones Justicieros Federico Curiel : Mil Máscaras
- 1972 : Santo contre les momies de Guanajuato de Federico Curiel : Mil Máscaras
- 1972 : El Robo de las Momias de Guanajuato de Tito Novaro : Mil Máscaras
- 1972 : Vuelven los Campeones Justicieros de Federico Curiel : Mil Máscaras
- 1973 : Una Rosa sobre el Ring d'Arturo Martínez : Mil Máscaras
- 1974 : Leyendas Macabras de la Colonia d'Arturo Martínez : Mil Máscaras
- 1974 : Los Vampiros de Coyoacán d'Arturo Martínez : Mil Máscaras
- 1975 : Las Momias de San Ángel d'Arturo Martínez : Mil Máscaras
- 1975 : El Poder Negro d'Alfredo B. Crevenna : Mil Máscaras
- 1979 : Misterio en las Bermudas de Gilberto Martínez Solares : Mil Máscaras
- 1983 :  El hijo de Santo en Frontera sin Ley de Rafael Pérez Grovas : Mil Máscaras
- 1990 : La verdad de la Lucha de Fernando Durán Rojas : Mil Máscaras
- 2007 : Mil Máscaras vs. the Aztec Mummy d'Andrew Quint et Chip Gubera : Mil Máscaras
- 2008 : Academy of Doom de Chip Gubera : Mil Máscaras
- 2015 : Aztec Revenge d'Aaron Crozier : Mil Máscaras